# Vajna Gábor
Vajna Gábor (Kézdivásárhely, 1891. november 4. – Budapest, 1946. március 12.) nyilas belügyminiszter.

## Élete
Erdélyi református családból származott, apja Vajna Károly, anyja Szabó Anna volt. Az első világháborúban tisztként szolgált a 29. vadászzászlóaljban, és számos kitüntetést szerzett 43 havi frontszolgálata alatt. Az első világháború után a bécsi követségen, majd a honvédelmi minisztériumban teljesített szolgálatot. 1924-ben őrnagyi rendfokozatot viselt, amikor nyugdíjazták, és ezután a fűzfői lőporgyár igazgatója lett. A gyár éléről elbocsátották, amikor csatlakozott a nemzetiszocialista mozgalomhoz.
1939-ben a Szálasi Ferenc vezette Nyilaskeresztes Párt programjával országgyűlési képviselő lehetett a Veszprém vármegyei listáról. Az 1944. március 19-én történt német megszállást követően Heinrich Himmler, illetve a Gestapo és az SS hazai embereinek vezérkarához tartozott. Leleplezte az ellenállók (terroristák - a németek így nevezték őket) több szabotázs cselekményét, zsidóellenes intézkedéseket hozott. A Nyilaskeresztes Párt egyik vezetője, Szálasi bizalmas híve volt. 1944. október 16-ától belügyminiszter lett a Szálasi-kormányban. Elmenekült, elfogták és kiadták. A Jankó Péter vezette Népbíróság halálra ítélte, és Szálasival egy napon kivégezték.